# Solana de los Barros
Solana de los Barros é um município da Espanha na comarca da Terra de Barros, província de Badajoz, comunidade autónoma da Estremadura, de área 65 km². Em 2021 tinha 2 575 habitantes (densidade: 39,6 hab./km²).

## Demografia
| Variação demográfica do município entre 1991 e 2004 [carece de fontes?] | Variação demográfica do município entre 1991 e 2004 [carece de fontes?] | Variação demográfica do município entre 1991 e 2004 [carece de fontes?] | Variação demográfica do município entre 1991 e 2004 [carece de fontes?] |
| ----------------------------------------------------------------------- | ----------------------------------------------------------------------- | ----------------------------------------------------------------------- | ----------------------------------------------------------------------- |
| 1991                                                                    | 1996                                                                    | 2001                                                                    | 2004                                                                    |
| 2830                                                                    | 2877                                                                    | 2792                                                                    | 2657                                                                    |